# Nate Richert
Nate Richert (geboren als Nathaniel Eric Richert, Saint Paul, 28 april 1978) is een Amerikaanse acteur en muzikant.
Hij is vooral bekend voor zijn rol van het personage Harvey Kinkle in de serie Sabrina The Teenage Witch. Hij speelde deze rol gedurende de hele serie. Richert maakt als muzikant deel uit van een bluegrass/americana duo, C. Duck Anderson en Nate Richert.